# Алекс Манингер
Александер Манингер (Alexander 'Alex' Manninger, роден на 4 юни 1977 в Залцбург), по-известен като Алекс Манингер, е австрийски футболист, играещ на поста вратар за Аугсбург.

## Кариера

### Австрия
Манингер започва футболната си кариера в детските и юношески формации на СВ Аустрия Залцбург. През сезон 1995 – 6 е изпратен под наем в отбора на Форвертс Стейр, с чийто екип играе първия си мач в най-горното ниво на австрийския футбол срещу ГАК. След силните му изяви именно ГАК решават да го привлекат като резервен вратар през лятото на 1996. През есента на 1996 дебютира за отбора си във втория кръг на купата на УЕФА, където ГАК се изправя срещу италианския Интер. Малко преди срещата първият избор на вратата – Франц Алмер се разболява и така Манингер се оказва титуляр в дебютния си мач и то на стадион Джузепе Меаца. Той не опровергава гласуваното му доверие и изнася силен мач, като прави някои ключови спасявания, помогнали на отбора му да загуби срещата само с 1 – 0. На реванша ГАК печели с 1 – 0, но отпада от надпреварата след изпълнение на дузпи.

### Англия
След като запазва титулярна позиция през целия сезон 1996 – 97 в ГАК, Манингер е привлечен в Арсенал през юни 1997 като смяна на Дейвид Сиймън. През сезона 1997 – 98 Сийман отсъства дълго време и Манингер успява успешно да го замести, като дори успява да изравни рекорда на Джейми Ашкрофт от 6 последователни мача без допуснат гол в лигата. Последният мач без попадение от тази серия е на „Олд Трафорд“, където Арсенал печели с 1:0 гостуване на Манчестър Юнайтед, впоследствие на което Арсенал изпреварва Манчестър Юнайтед в борбата за титлата в Премиършип.
След като Сийман се възстановява от контузията си Манингер остава негова резерва. Това продължава още три сезона, но без по-трайно присъствие в първия състав. През престоя си в Арсенал Алекс Манингер изиграва 64 мача.

### Италия
След като Арсенал привлича Ричард Райт през 2001, Манингер става трети вратар на тима. Това кара австриецът да напусне отбора в посока Италия, където изиграва 24 мача под наем за Фиорентина. През лятото на 2002 преминава в Еспаньол, но там не успява да се наложи като първи избор и напуска пет месеца по-късно. Следва завръщане в Италия, където играе за отборите на Торино, Бреша и Сиена, за кратко се завръща в Залцбург през 2005, и отново в Сиена през сезон 2005 – 2006, като е там под наем до 2008. Преминава и през Удинезе преди да премине във Ювентус.

## Национален отбор
Манингер е част от националния отбор на Австрия от 1999. Включен е в състава на националния отбор за Евро 2008.